# Hypoestes hastata
Hypoestes hastata är en akantusväxtart som beskrevs av Raymond Benoist. Hypoestes hastata ingår i släktet Hypoestes och familjen akantusväxter. Inga underarter finns listade i Catalogue of Life.